# Harvard Computers

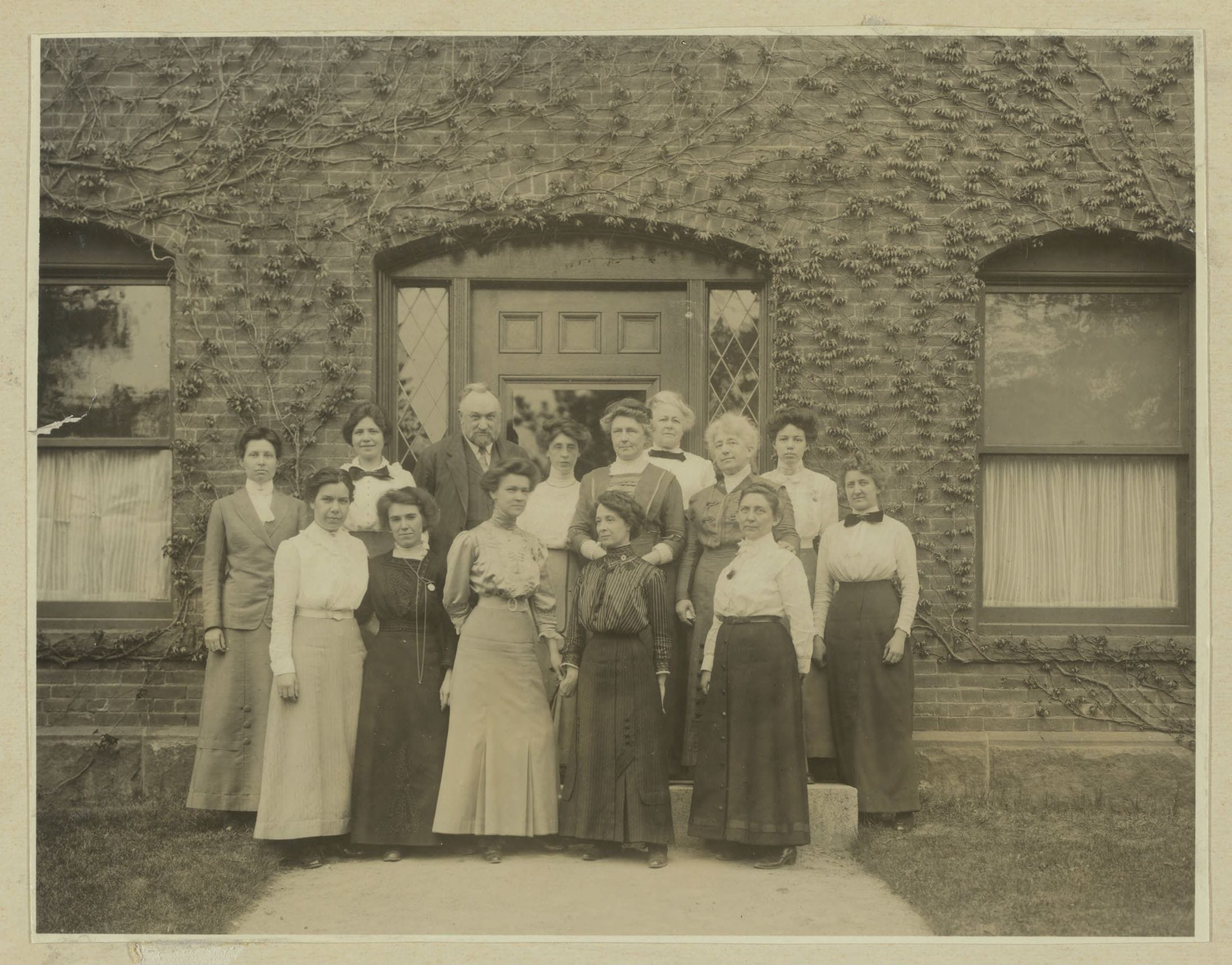
Groepsfoto van de Harvard Computers genomen op op 13 mei 1913 voor gebouw C van het Harvard College Observatory

De Harvard Computers was een team van vrouwen die vanaf 1875 als vaklieden werkten om astronomische gegevens te verwerken bij het Harvard College Observatory in Cambridge, Massachusetts, Verenigde Staten. Het team werd oorspronkelijk geleid door Edward Charles Pickering en, na zijn dood in 1919, door Annie Jump Cannon. Na Cannons dood in 1941 nam Margaret Walton Mayall de leiding over.

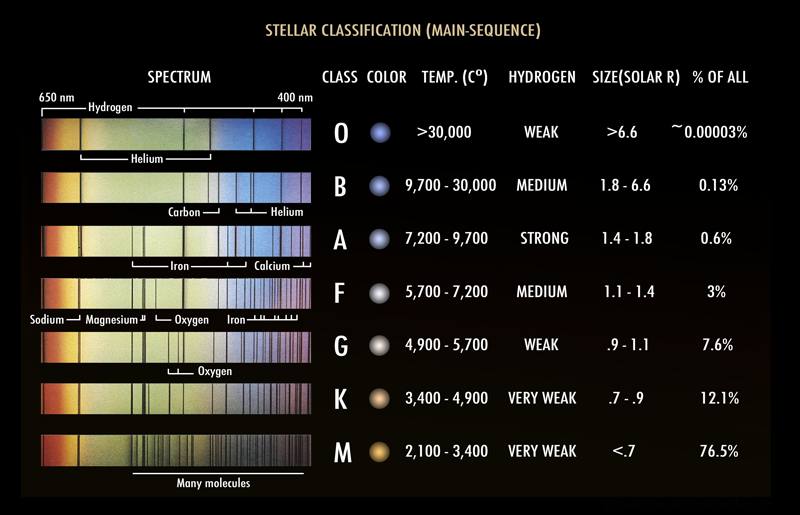
Sectarian van sterren met verschillende spectraalklassen

De vrouwen werden uitgedaagd om deze patronen te begrijpen door een schema te bedenken om de sterren in categorieën te sorteren. Annie Jump Cannons succes met deze activiteit maakte haar beroemd in haar eigen leven, en ze produceerde een sterrenclassificatiesysteem dat nog steeds in gebruik is. Antonia Maury ontdekte in de spectra een manier om de relatieve grootte van sterren te beoordelen. Henrietta Leavitt liet zien hoe de cyclische veranderingen van bepaalde veranderlijke sterren konden dienen als afstandsmarkeringen in de ruimte. 
Hoewel deze vrouwen voornamelijk begonnen als berekenaars, leverden ze belangrijke bijdragen aan de astronomie, waarvan ze een groot deel publiceerden in onderzoeksartikelen.
In de periode 1875-1975 werkten in totaal meer dan 250 vrouwen als “computer” aan het Harvard College Observatory.

## Geschiedenis
Hoewel Pickering geloofde dat het verzamelen van gegevens bij astronomische observatoria niet het meest geschikte werk was voor vrouwen, lijken verschillende factoren bij te dragen aan zijn besluit om vrouwen in plaats van mannen aan te nemen. Een daarvan was dat mannen veel meer betaald kregen dan vrouwen, dus hij kon meer personeel inhuren met hetzelfde budget. Dit was relevant in een tijd waarin de hoeveelheid astronomische gegevens de verwerkingscapaciteit van de observatoria overtrof. Hoewel een deel van Pickerings vrouwelijke medewerkers afgestudeerd was in de astronomie, waren hun lonen vergelijkbaar met die van ongeschoolde arbeiders. Ze verdienden ze in 1913 gewoonlijk tussen de 25 en 50 cent per uur, meer dan een fabrieksarbeider, maar minder dan een kantoorbediende. Bij het beschrijven van de toewijding en efficiëntie waarmee Harvard Computers deze inspanning ondernam, zei Edward Pickering: "een verlies van één minuut bij het uitwerken van elke schatting zou de publicatie van het hele werk vertragen met het equivalent van de tijd van één assistent voor twee jaar."
De vrouwen kregen vaak de taak om de helderheid, positie en kleur van sterren te meten. Het werk omvatte taken als het classificeren van sterren door de foto's te vergelijken met bekende catalogi en de foto's te verkleinen, rekening houdend met zaken als atmosferische refractie om zo het duidelijkste mogelijke beeld te krijgen. Fleming zelf beschreef het werk als "zo gelijksoortig dat er weinig te beschrijven valt buiten het gewone routinematige werk van meten, het onderzoeken van foto's en het werk dat betrokken is bij het reduceren van deze observaties". Soms boden vrouwen aan om gratis bij het observatorium te werken om ervaring op te doen in een vakgebied waar moeilijk toegang toe was.

## Opmerkelijke leden

### Mary Anna Palmer Draper
Mary Anna Draper was de weduwe van dr. Henry Draper, een astronoom die stierf voordat hij zijn werk aan de chemische samenstelling van sterren had afgerond. Ze was erg betrokken bij het werk van haar man en wilde zijn classificatie van sterren afronden nadat hij was overleden. Mary Draper realiseerde zich al snel dat de taak waar ze voor stond veel te ontmoedigend was voor één persoon. Ze had correspondentie ontvangen van Pickering, een goede vriend van haar en haar man. Pickering bood aan om te helpen het werk van haar man af te maken en moedigde haar aan om zijn bevindingen te publiceren tot aan zijn dood. Na wat beraad en veel overweging besloot Draper in 1886 om geld en een telescoop van haar man te doneren aan het Harvard College Observatory om de spectra van sterren te fotograferen. Ze had besloten dat dit de beste manier zou zijn om het werk van haar man voort te zetten en zijn nalatenschap in de astronomie voort te zetten. Ze stond erop om het herdenkingsproject te financieren met haar eigen erfenis, omdat het de nalatenschap van haar man zou voortzetten. Ze was een toegewijde volgeling van het observatorium en een goede vriendin van Pickering. In 1900 financierde ze een expeditie om de totale zonsverduistering van dat jaar te bekijken.

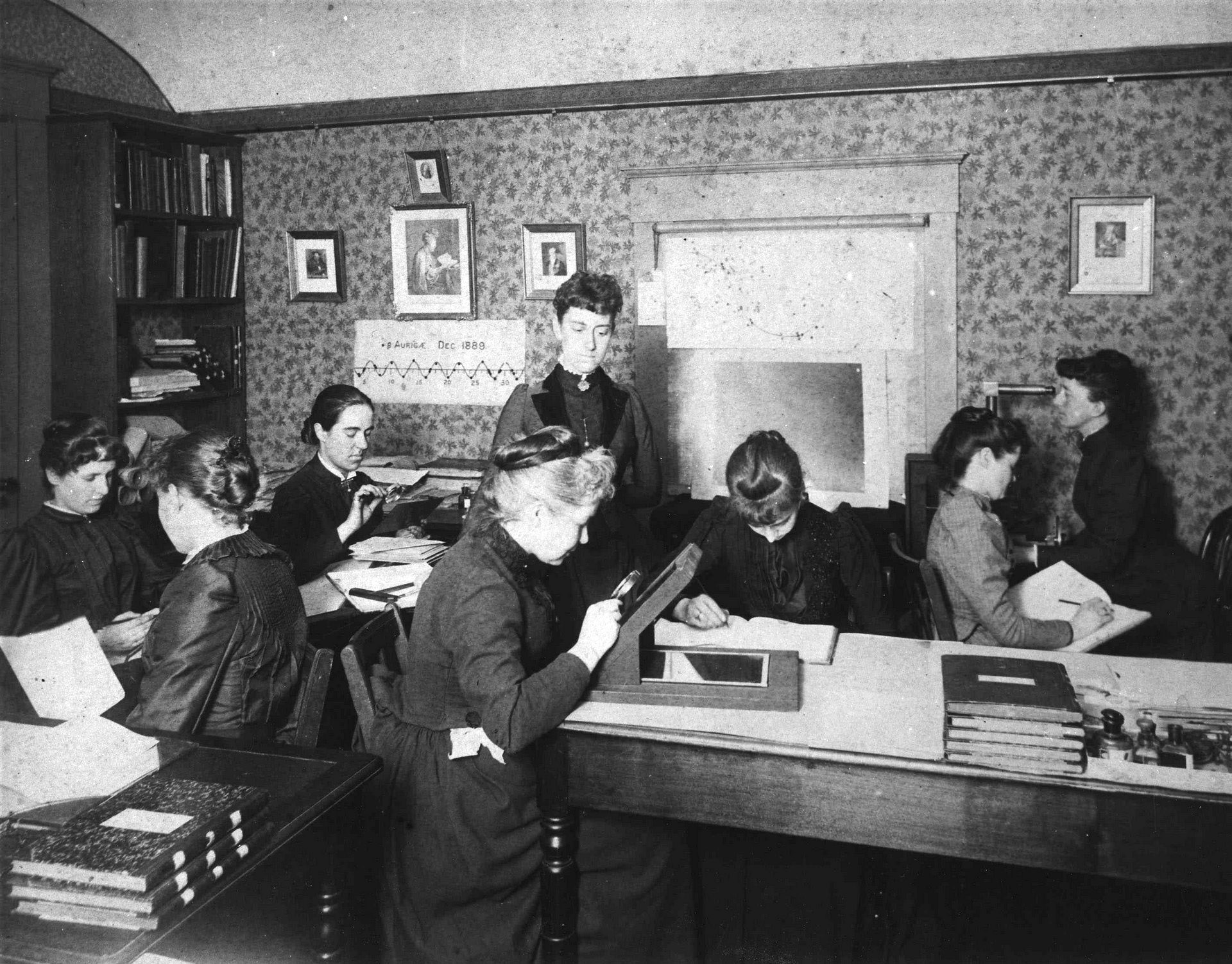
Harvard Computers aan het werk, circa 1890, met onder andere Henrietta Swan Leavitt zittend, derde van links, met vergrootglas (1868–1921), Annie Jump Cannon (1863–1941), Williamina Fleming staand, in het midden (1857–1911), en Antonia Maury (1866–1952)

### Williamina Fleming
Williamina Fleming had geen eerdere relatie met Harvard, aangezien ze een Schotse immigrant was die werkte als Pickerings huishoudster. Haar eerste opdracht was het verbeteren van een bestaande catalogus van sterrenspectra, wat later leidde tot haar benoeming tot hoofd van het project Henry Draper Catalogue. Fleming hielp vervolgens bij het ontwikkelen van een classificatie van sterren op basis van hun waterstofgehalte, en speelde een belangrijke rol bij het ontdekken van de vreemde aard van witte dwergsterren. Williamina zette haar carrière in de astronomie voort toen ze in 1899 werd benoemd tot Harvard's Curator of Astronomical Photographs, ook bekend als Curator of the Photographic Plates. Ze bleef de enige vrouwelijke curator tot de jaren 50. Haar werk leidde er ook toe dat ze in 1907 de eerste vrouwelijke Amerikaanse burger werd die werd uitgekozen voor het lidmaatschap vande Royal Astronomical Society.

### Antonia Maury
Antonia Maury was de nicht van Henry Draper en werd op aanbeveling van mevrouw Draper aangenomen als computer. Ze was afgestudeerd aan Vassar College en kreeg de taak om enkele sterren opnieuw te classificeren na de publicatie van de Henry Draper Catalog. Maury besloot verder te gaan en verbeterde en herontwierp het classificatiesysteem, maar had andere verplichtingen en verliet het observatorium in 1892 en vervolgens opnieuw in 1894. Haar werk werd voltooid met de hulp van Pickering en de computerstaf en werd gepubliceerd in 1897. Ze keerde in 1908 terug als universitair onderzoeker.

### Anna Winlock
Sommige van de eerste vrouwen die werden aangenomen om als computer te werken, hadden familiebanden met het mannelijke personeel van het Harvard College Observatory. Bijvoorbeeld, Anna Winlock, een van de eerste Harvard Computers, was de dochter van Joseph Winlock, de derde directeur van het observatorium en Pickerings directe voorganger. Anna Winlock sloot zich in 1875 aan bij het observatorium om haar familie te helpen onderhouden na het onverwachte overlijden van haar vader. Ze pakte de onafgemaakte data-analyse van haar vader aan en voerde het zware werk uit van het wiskundig reduceren van meridiaancirkelobservaties, wat een decennium aan getallen redde die in een nutteloze staat waren achtergelaten. Winlock werkte ook aan een stellaire catalogussectie genaamd de Cambridge Zone. Na meer dan twintig jaar aan het project te hebben gewerkt, heeft het werk van haar team aan de Cambridge Zone een belangrijke bijdrage geleverd aan de Astronomische Gesellschaft Katalog, die informatie bevat over meer dan honderdduizend sterren en wereldwijd wordt gebruikt door veel observatoria en hun onderzoekers. Binnen een jaar na de aanstelling van Anna Winlock kwamen er nog drie andere vrouwen bij: Selina Bond, Rhoda Sauders en een derde, die waarschijnlijk een familielid was van een assistent-astronoom.

### Annie Jump Cannon
Pickering huurde Annie Jump Cannon in, een afgestudeerde van Wellesley College, om de zuidelijke sterren te classificeren. Tijdens haar tijd in Wellesley volgde ze astronomiecursussen van een van Pickerings sterrenstudenten, Sarah Frances Whiting. Ze werd de eerste vrouwelijke assistent die 's nachts veranderlijke sterren bestudeerde. Ze bestudeerde de Lichtkromme van variabele sterren, wat kon helpen bij het suggereren van het type en de oorzaak van variatie.
Cannon, die verder ging dan het werk van zijn computercollega Antonia Maury, vereenvoudigde Pickering en Williamina Fleming's sterrenclassificatiesysteem op basis van temperatuur aanzienlijk, en in 1922 nam de Internationale Astronomische Unie Cannons systeem aan als het officiële classificatiesysteem voor sterren.... Tijdens Pickerings 42-jarige ambtstermijn bij het Harvard Observatory, die slechts een jaar voor zijn dood eindigde, in 1919, ontving hij vele onderscheidingen, waaronder de Bruce Medal, de De hoogste eer van de Astronomical Society of the Pacific. Kraters op de maan en op Mars zijn naar hem vernoemd.
En de blijvende prestatie van Annie Jump Cannon werd het Harvard-systeem genoemd, niet het Cannon-systeem van spectrale classificatie. 
Cannons spectrale classificatie systeem is de basis van het huidige bekende O B A F G K M-systeem. Ze categoriseerde de veranderlijke sterren ook in tabellen, zodat ze gemakkelijker konden worden geïdentificeerd en vergeleken. Deze systemen verbinden de kleur van sterren met hun temperatuur.
Annie Jump Cannon was de eerste vrouwelijke wetenschapper die werd erkend met vele prijzen en titels in haar vakgebied. Ze was de eerste vrouw die een eredoctoraat ontving van de Universiteit van Oxford en de Henry Draper Medal van de National Academy of Sciences, en de eerste vrouwelijke functionaris in de American Astronomical Society. Cannon richtte vervolgens haar eigen Annie Jump Cannon Award op voor vrouwen in postdoctoraal werk.

### Henrietta Leavitt
Henrietta Swan Leavitt kwam in 1893 bij het observatorium aan. Ze had ervaring door haar universitaire studies, reizen naar het buitenland en lesgeven. In de academische wereld blonk Leavitt uit in wiskundecursussen in Cambridge. Toen ze bij het observatorium begon te werken, kreeg ze de taak om de helderheid van sterren te meten via fotometrie. Ze ontdekte honderden nieuwe veranderlijke sterren nadat ze was begonnen met het analyseren van de Grote Nevel in Orion en haar werk werd uitgebreid om de veranderlijken van de hele hemel te bestuderen met Annie Jump Cannon en Evelyn Leland. Met de vaardigheden die ze had opgedaan in fotometrie, vergeleek Leavitt sterren in verschillende belichtingen. Toen ze Cepheïden in de Kleine Magelhaense Wolk bestudeerde, ontdekte ze dat hun schijnbare helderheid afhankelijk was van hun periode. Omdat al die sterren ongeveer even ver van de aarde stonden, betekende dat dat hun absolute helderheid ook afhankelijk moest zijn van hun periode, waardoor Cepheïden gebruikt konden worden als Internationale kaars voor het bepalen van kosmische afstanden. Dat leidde op zijn beurt direct tot het moderne begrip van de ware omvang van het heelal, en Cepheïden zijn nog steeds een essentiële trede in de Astronomische afstandsmeting.
Pickering publiceerde haar werk met zijn naam als co-auteur. De erfenis die ze achterliet, stelde toekomstige wetenschappers in staat om verdere ontdekkingen in de ruimte te doen. Astronoom Edwin Hubble gebruikte Leavitts methode om de afstand van het dichtstbijzijnde sterrenstelsel tot de aarde te berekenen, het Andromedastelsel. Dit leidde tot het besef dat er nog meer sterrenstelsels zijn dan eerder werd gedacht.

### Florence Cushman
Florence Cushman (1860-1940) was een Amerikaanse astronoom bij het Harvard College Observatory die werkte aan de Henry Draper Catalogue.
Cushman werd geboren in Boston, Massachusetts in 1860 en kreeg haar vroege opleiding aan de Charlestown High School, waar ze in 1877 afstudeerde. In 1888 begon ze te werken bij het Harvard College Observatory als werknemer van Edward Pickering. Haar classificaties van sterrenspectra droegen bij aan de Henry Draper Catalogue tussen 1918 en 1934. Ze bleef als astronoom bij het Observatorium tot 1937 en stierf in 1940 op 80-jarige leeftijd.
Gedurende haar bijna vijftigjarige carrière gebruikte ze de objectieve prisma-methode om de optische spectra van honderdduizenden sterren te analyseren, classificeren en catalogiseren. In de 19e eeuw maakte de fotografische revolutie een gedetailleerdere analyse van de nachtelijke hemel mogelijk dan mogelijk was geweest met uitsluitend ooggebaseerde observaties. Om optische spectra voor metingen te verkrijgen, belichten mannelijke astronomen van het Harvard College Observatory glasplaten waarop 's nachts de astronomische beelden zijn vastgelegd. Overdag analyseerden vrouwelijke assistenten zoals Cushman de resulterende spectra door waarden te reduceren, magnitudes te berekenen en hun bevindingen te catalogiseren.

## Wetenschappelijk nalatenschap
Het Harvard College Observatory beschikt over een van de grootste collecties astronomische fotoplaten ter wereld, met ongeveer 550.000 glasplaten met astronomische afbeeldingen. De glasplaten worden afzonderlijk bewaard in papieren enveloppen. Deze enveloppen bevatten een uniek identificatienummer en informatie over de plaat, zoals de datum van de opname, het gebied aan de hemel dat is opgenomen en de gebruikte telescoop. Veel van de papieren enveloppen bevatten ook informatie over de mensen die deze plaat hebben verwerkt en geëvalueerd, evenals hun handgeschreven aantekeningen over de analyses die ze hebben uitgevoerd.
Als onderdeel van het zogenoemde DASCH-project ("Digital Access to a Sky Century @ Harvard") werden de platen tussen 2005 tot 2024 gedigitaliseerd. De gedigitaliseerde opnames werden in een database gekoppeld aan de bijbehorende aantekeningen uit meer dan 2500 notitieboeken waarin de Harvard Computers de resultaten van hun analyses en berekeningen vastlegden. Deze gegevens zijn toegankelijk via de website "Starglass" van het Harvard College Observatory.